# NEW ALBUM
『NEW ALBUM』（ニュー・アルバム）は、1997年12月12日に発売されたSHŌGUNのスタジオ・アルバム。

## 概要
オリジナルメンバーのうち4人によって再結成された、第2期SHŌGUNの唯一のアルバム。キャッチコピーは「17年ぶりの4thアルバム」。これにより、オリジナルメンバーがケーシー・ランキンのみだった『JUS-TUS』は番外編という位置づけになった。
日本語詞の楽曲がオリジナルアルバムに収録されたのは、1stアルバム『SHŌGUN』以来、18年ぶりである。

## 収録曲
| 全編曲: SHŌGUN。 |                                  |                    |                    |       |
| #                | タイトル                         | 作詞               | 作曲               | 時間  |
| 1.               | 「Baby You」                     | ケーシー・ランキン | 芳野藤丸           | 4:52  |
| 2.               | 「俺たちは天使じゃない」         | 並河祥太           | ミッチー長岡       | 4:58  |
| 3.               | 「Puzzle」                       | 来生えつこ         | 大谷和夫           | 4:54  |
| 4.               | 「My Only Love」                 | 丸山圭子           | 芳野藤丸           | 4:13  |
| 5.               | 「Starting All Over Again」      | ケーシー・ランキン | 芳野藤丸           | 3:59  |
| 6.               | 「Summer Rain」                  | エリック・ゼイ     | エリック・ゼイ     | 4:50  |
| 7.               | 「Here Come Leroy」              | ケーシー・ランキン | ケーシー・ランキン | 4:11  |
| 8.               | 「Why Don't You」(Album Version) | ケーシー・ランキン | ケーシー・ランキン | 4:31  |
| 9.               | 「Rainy Day Lacy」               | ケーシー・ランキン | 芳野藤丸、岡沢茂   | 5:42  |
| 10.              | 「Shame On You」                 | ケーシー・ランキン | 芳野藤丸           | 4:11  |
| 11.              | 「La La La…」                    | 井辺清             | ミッチー長岡       | 5:22  |
| 12.              | 「Party Line」                   | ケーシー・ランキン | ケーシー・ランキン | 4:38  |
| 13.              | 「風の時間」                     | 来生えつこ         | 大谷和夫           | 4:11  |
| 合計時間:        | 合計時間:                        | 合計時間:          | 合計時間:          | 60:50 |

## 曲解説
1. Baby You
2. 俺たちは天使じゃない
1998年、「チャラ」のカップリングとしてシングルカットされた。
3. Puzzle
4. My Only Love
5. Starting All Over Again
再結成第2弾シングルとして先行発売された。
6. Summer Rain
7. Here Come Leroy
8. Why Don't You
シングル「Starting All Over Again」のカップリング曲。アルバムバージョンはイントロが短縮され、前曲とのメドレーのような形になっている。
9. Rainy Day Lady
10. Shame On You
11. La La La…
12. Party Line
13. 風の時間